# زالوژنگه
زالوژنگه (به صربی: Zalužnje) یک منطقهٔ مسکونی در صربستان است که در لسکواس واقع شده‌است. زالوژنگه ۴۸۲ نفر جمعیت دارد.